# گاستونه ننچینی
گاستونه ننچینی (۱ مارس ۱۹۳۰ – ۱ فوریهٔ ۱۹۸۰) رکابزن حرفه‌ای اهل ایتالیا بود که در رشتهٔ دوچرخه‌سواری جاده فعالیت می‌کرد. او توانست در سال ۱۹۵۷ برندهٔ جیرو دیتالیا و در سال ۱۹۶۰ برندهٔ تور دو فرانس شود.

## فعالیت حرفه‌ای
ننچینی در باربرینو دی موجلو در نزدیکی فلورانس زاده شد و در اکتبر ۱۹۵۳ با پیوستن به تیم لنیانو–پیرلی وارد دوچرخه‌سواری حرفه‌ای شد. در جیروی ۱۹۵۵ برندهٔ سه مرحله و فاتح رده‌بندی کوهستان شد. در سال ۱۹۵۶ نیز برندهٔ مرحله پایانی تور دو فرانس شد.
در جیروی ۱۹۵۷ ننچینی جزء بخت‌های قهرمانی نبود و رقابت اصلی میان لویزون بوبه و شارلی گاول بود. ننچینی در مرحلهٔ چهارم به ۱۰ نفر برتر پیوست و با سود بردن از مهارت خود در تایم تریل ۵۹ کیلومتری مرحلهٔ دوازدهم، به رتبهٔ سوم و فاصلهٔ ۱۵ ثانیه‌ای بوبه رسید. در مرحلهٔ شانزدهم، بوبه زمان زیادی از دست داد و ننچینی به فاصلهٔ ۵۶ ثانیه از گاول در رتبهٔ دوم ایستاد. زمان زیادی که گاول در مرحلهٔ هجدهم از دست داد، باعث شد ننچینی صدرنشین شود و پیراهن صورتی را به تن کند. در مرحلهٔ بعد، گاول که قهرمانی را ازدست‌رفته می‌دانست، به ننچینی کمک کرد تا از قهرمان شدن بوبه جلوگیری کند. در نهایت، ننچینی با برتری ۱۹ ثانیه‌ای نسبت به بوبه برندهٔ جیروی ۱۹۵۷ شد. در همان سال، ننچینی برندهٔ ۲ مرحله و قهرمان رده‌بندی کوهستان تور دو فرانس شد.
در جیروی ۱۹۶۰ ننچینی با پیروزی در مرحله‌های پنجم و دهم و عملکرد خوب در تایم تریل انفرادی ۶۸ کیلومتری مرحلهٔ چهاردهم، به رتبهٔ دوم پشت سر ژاک آنکتیل رسید؛ هرچند بیش از ۳ دقیقه با او اختلاف داشت. ننچینی در مرحلهٔ بیستم توانست فاصله را به ۲۸ ثانیه برساند؛ ولی موفق به شکست دادن آنکتیل نشد و به نایب قهرمانی جیرو بسنده کرد. در تور دو فرانس همان سال، ننچینی در پایان روز اول، پیراهن طلایی را به تن کرد؛ ولی در مرحلهٔ سوم آن را از دست داد. در مرحلهٔ دهم، دوم شد و دوباره رهبری مسابقه را به دست گرفت. ننچینی توانست برتری را تا پایان تور حفظ کند و بدون هیچ پیروزی مرحله‌ای به قهرمانی دست یابد.

## نتایج در گرند تورها
|                 | ۱۹۵۴    | ۱۹۵۵    | ۱۹۵۶    | ۱۹۵۷    | ۱۹۵۸     | ۱۹۵۹    | ۱۹۶۰    | ۱۹۶۱    | ۱۹۶۲      | ۱۹۶۳    | ۱۹۶۴    |
| تور دو فرانس    | نرفت    | نرفت    | ۲۲      | ۶       | ۵        | نرفت    | ۱       | نرفت    | ناتمام-۱۴ | نرفت    | نرفت    |
| پیروزی در مراحل | —       | —       | ۱       | ۲       | ۱        | —       | ۰       | —       | ۰         | —       | —       |
| رده‌بندی کوهستان | —       | —       | ۱۷      | ۱       | ۷        | —       | ۴       | —       | بی‌رتبه    | —       | —       |
| رده‌بندی امتیازی | —       | —       | ۲۱      | ۹       | ۸        | —       | ۳       | —       | بی‌رتبه    | —       | —       |
| جیرو دیتالیا    | ۱۶      | ۳       | ناتمام  | ۱       | ۵        | ۱۰      | ۲       | نرفت    | ۱۳        | ناتمام  | ناتمام  |
| پیروزی در مراحل | ۰       | ۲       | ۰       | ۰       | ۲        | ۱       | ۲       | —       | ۰         | ۰       | ۰       |
| رده‌بندی کوهستان | بی‌رتبه  | ۱       | بی‌رتبه  | ۵       | بی‌رتبه   | بی‌رتبه  | ۳       | —       | بی‌رتبه    | بی‌رتبه  | بی‌رتبه  |
| رده‌بندی امتیازی | ناموجود | ناموجود | ناموجود | ناموجود | ناموجود  | ناموجود | ناموجود | ناموجود | ناموجود   | ناموجود | ناموجود |
| ووئلتا اسپانیا  | ناموجود | ۱۸      | نرفت    | ۹       | ناتمام-۹ | نرفت    | نرفت    | نرفت    | نرفت      | نرفت    | نرفت    |
| پیروزی در مراحل | ناموجود | ۰       | —       | ۰       | ۰        | —       | —       | —       | —         | —       | —       |
| رده‌بندی کوهستان | ناموجود | بی‌رتبه  | —       | بی‌رتبه  | بی‌رتبه   | —       | —       | —       | —         | —       | —       |
| رده‌بندی امتیازی | ناموجود | بی‌رتبه  | —       | ۲       | بی‌رتبه   | —       | —       | —       | —         | —       | —       |

| ۱        | برنده                               |
| ۲–۳      | سه نفر اول                          |
| ۴–۱۰     | ده نفر اول                          |
| ۱۱–      | گذر از خط پایان                     |
| نرفت     | در مسابقه شرکت نکرد                 |
| ناتمام-x | به پایان نرساند (انصراف در مرحله x) |
| DNS-x    | آغاز نکرد (عدم شرکت در مرحله x)     |
| اخراج    | اخراج شد                            |
| ناموجود  | مسابقه/رده‌بندی انجام نشد            |
| بی‌رتبه   | در رده‌بندی گنجانده نشد              |